# Stephan Nußberger
Stephan Nußberger (* 1962 in München) ist ein deutscher Biophysiker und Hochschullehrer an der Universität Stuttgart.

## Leben und Wirken
Nußberger studierte Physik an der TU München und erwarb dort 1987 sein Diplom. Anschließend war er in der Schlafforschung am Max-Planck-Institut für Psychiatrie in München tätig. Ab 1989 war er Doktorand am Europäischen Labor für Molekularbiologie in Heidelberg. Dort wurde er 1993 mit einer von Werner Kühlbrandt betreuten Arbeit über hochauflösende Kryo-Elektronenmikroskopie zum Dr. rer. nat. promoviert. In der Folge arbeitete Nußberger als Postdoc in der Forschungsgruppe von Matthias Hediger an der Harvard Medical School. Dort forschte er unter anderem zu Struktur-Funktionsbeziehungen von ionengekoppelten Transportproteinen in Säugern und im Menschen. Dabei gelang unter anderem die Identifizierung eines Eisen- und eines Peptidtransporters. 1995 kehrte er nach Deutschland zurück und war am Institut von Walter Neupert an der Universität München tätig, ab 1997 war er dort Gruppenleiter. Im April 2003 trat Nußberger die ordentliche Professur für Biophysik an der Universität Stuttgart an, die er seitdem innehat. 
Nußbergers Forschungsschwerpunkte liegen in der Biochemie von Membranproteinen und Membranproteinkomplexen und deren biophysikalischer und struktureller Charakterisierung. Er ist verheiratet mit der Rechtswissenschaftlerin Angelika Nußberger, mit der er zwei Kinder hat.